# 化蘇沼稲荷神社
化蘇沼稲荷神社（けそぬまいなりじんじゃ）は、茨城県行方市の神社。
祭神は倉稲魂命。五穀豊穣、家内安全など、武田郷全域の鎮守として崇敬される。大祭は毎年8月25日で、慣例として相撲、巫女舞が奉納され、煙火、余興を盛大に行う。

## 歴史
1478年（文明2年）に創建された。当時の領主大掾氏が武田郷化蘇沼に武運長久の守護神として創建したものだが、後の1534年（天文3年）武田通信によって再建された。このときに「正一位化蘇沼稲荷大明神」の神号が贈位され、武田9カ郷の鎮守として崇敬された。1788年（天明8年）の火災で焼失したが、豪商で俳人の河野涼谷によって再建された。
毎年8月25日に奉納相撲が執り行われることから、別名「関取稲荷」とも呼ばれている。

## 文化財
- 化蘇沼稲荷神社（行方市指定有形文化財 昭和48年3月1日指定）[4]
本殿屋根は赤銅葺き、拝殿屋根は亜鉛板葺きで、総ケヤキの柱である[2]。拝殿から本殿まで、30メートルの玉垣を巡らしてある[2]。
- 化蘇沼稲荷神社境内のモミ（行方市指定天然記念物 昭和61年7月28日指定）[5]
幹回り約4メートル、樹高約16メートルで、樹齢は370年以上とされる[2]。

- 一の鳥居と茨城百景の碑
この鳥居は東日本大震災で損傷を受けて再建されたもの[6]
- 拝殿
（行方市指定有形文化財）
- 本殿
（行方市指定有形文化財）
- 御神木のモミ
（行方市指定天然記念物）

## 交通アクセス
- 北浦湖畔駅より車13分。